# Athelstan
Æthelstan (n. 895 d.Hr., Wessex – d. 27 octombrie 939 d.Hr., Gloucester, Regatul Angliei) a fost rege al Angliei din 925 până în 939. A recucerit teritoriile pierdute în 937 și a luptat împotriva danezilor, galezilor și scoțienilor.
Când Eduard a murit în iulie 924, Athelstan a fost acceptat de către Mercia ca rege. Fratele său vitreg, Ethelweard a fost conducător în Wessex, dar a murit la câteva săptămâni după tatăl lor. Athelstan a întâlnit rezistență în Wessex timp de mai multe luni și nu a fost încoronat până în septembrie 925. În 927, el a cucerit ultimul regat viking rămas, York, făcându-l primul domnitor anglo-saxon al întregului regat al Angliei. În 934, el a invadat Scoția și l-a forțat pe regele Constantin al Scoției să i se supună, însă domnia lui Athelstan a fost resimțită de către scoțieni și vikingi, iar în 937 aceștia au invadat Anglia. Athelstan i-a învins în Bătălia de la Brunanburh, o victorie care i-a adus un mare prestigiu atât în Insulele Britanice cât și pe continent. După moartea sa în 939, vikingii au preluat din nou controlul în York, și nu a fost recucerit până în 954.
Athelstan a centralizat guvernul. El a majorat controlul asupra producției prin întâlnirea cu persoanele de rang înalt din zonele îndepărtate a consiliilor sale. În aceste întâlniri au participat și conducătorii din afara teritoriului său, în special regi din Țara Galilor, care i-au recunoscut astfel suzeranitatea. Mai multe texte legale au supraviețuit de la domnia sa decât la oricare alt rege englez din secolul al X-lea. Acestea arată îngrijorarea cu privire la jafurile pe scară largă, precum și amenințarea pe care a reprezentat-o ordinea socială. Reformele sale juridice au fost construite pe baza celor ale bunicului său, Alfred cel Mare. Athelstan a fost unul dintre cei mai religioși regi din Saxonia de vest, și a fost cunoscut pentru colecția sa de relicve și de fondator al bisericilor. Casa lui a fost centrul de învățare englez în timpul domniei sale și a pus bazele pentru reforma monarhală benedictă mai târziu în acel secol. Nici un alt rege saxon de vest nu a jucat un rol mai important în politica europeană ca Athelstan și a aranjat căsătoriile mai multor surori ale sale cu conducătorii continentali.